# Evangelischer Friedhof Stralau

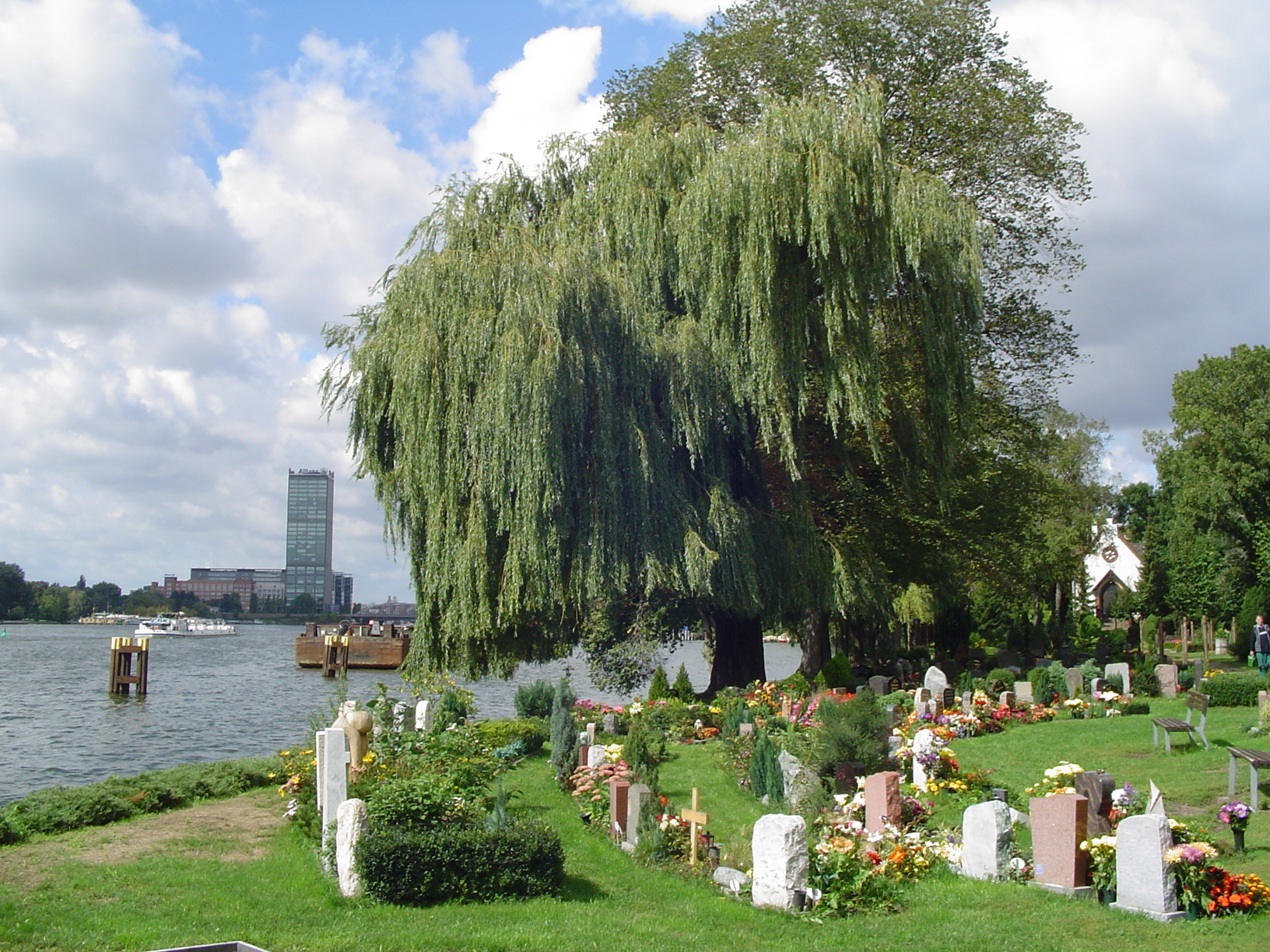
Dorffriedhof Stralau an der Spree

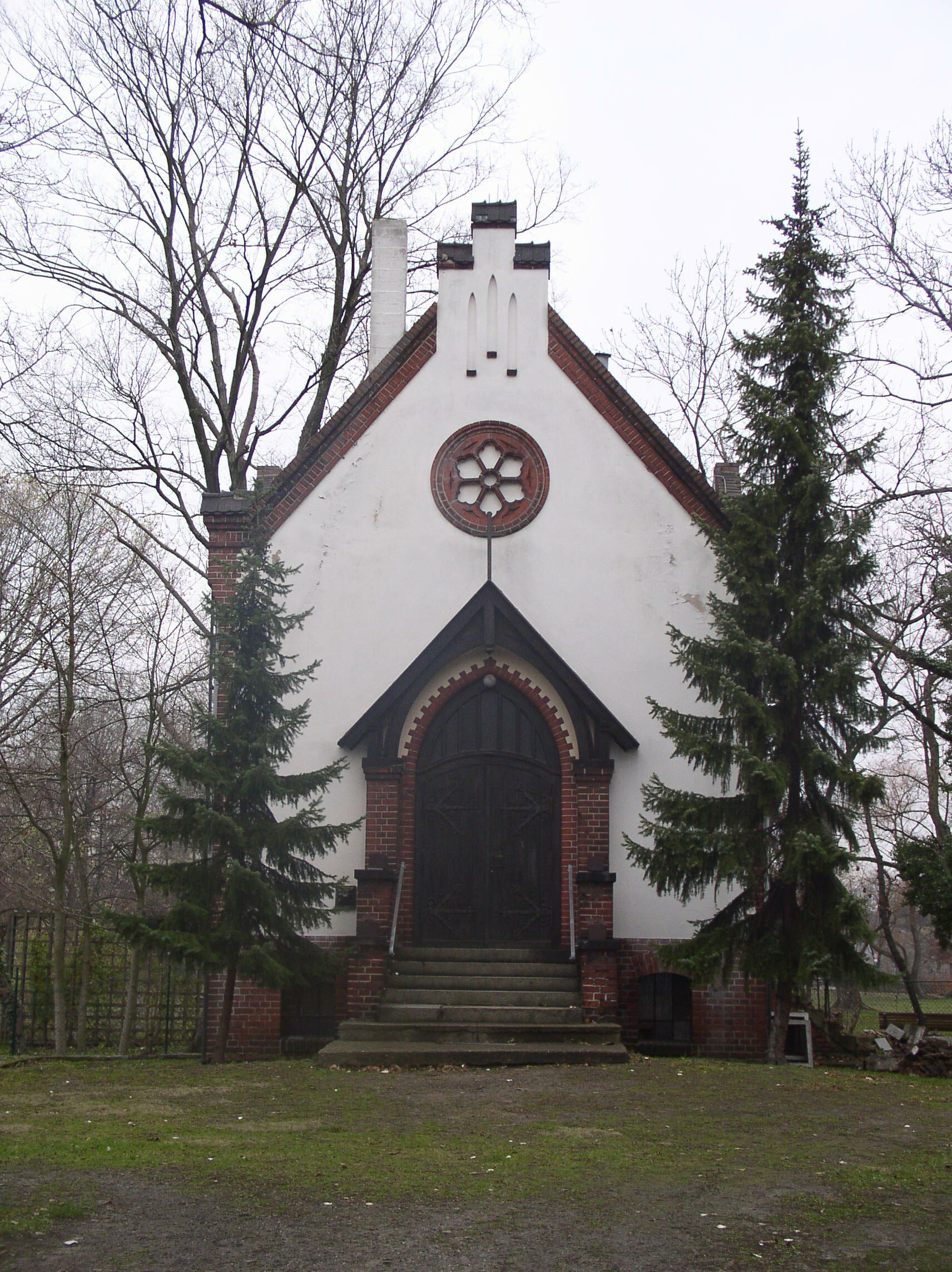
Friedhofskapelle

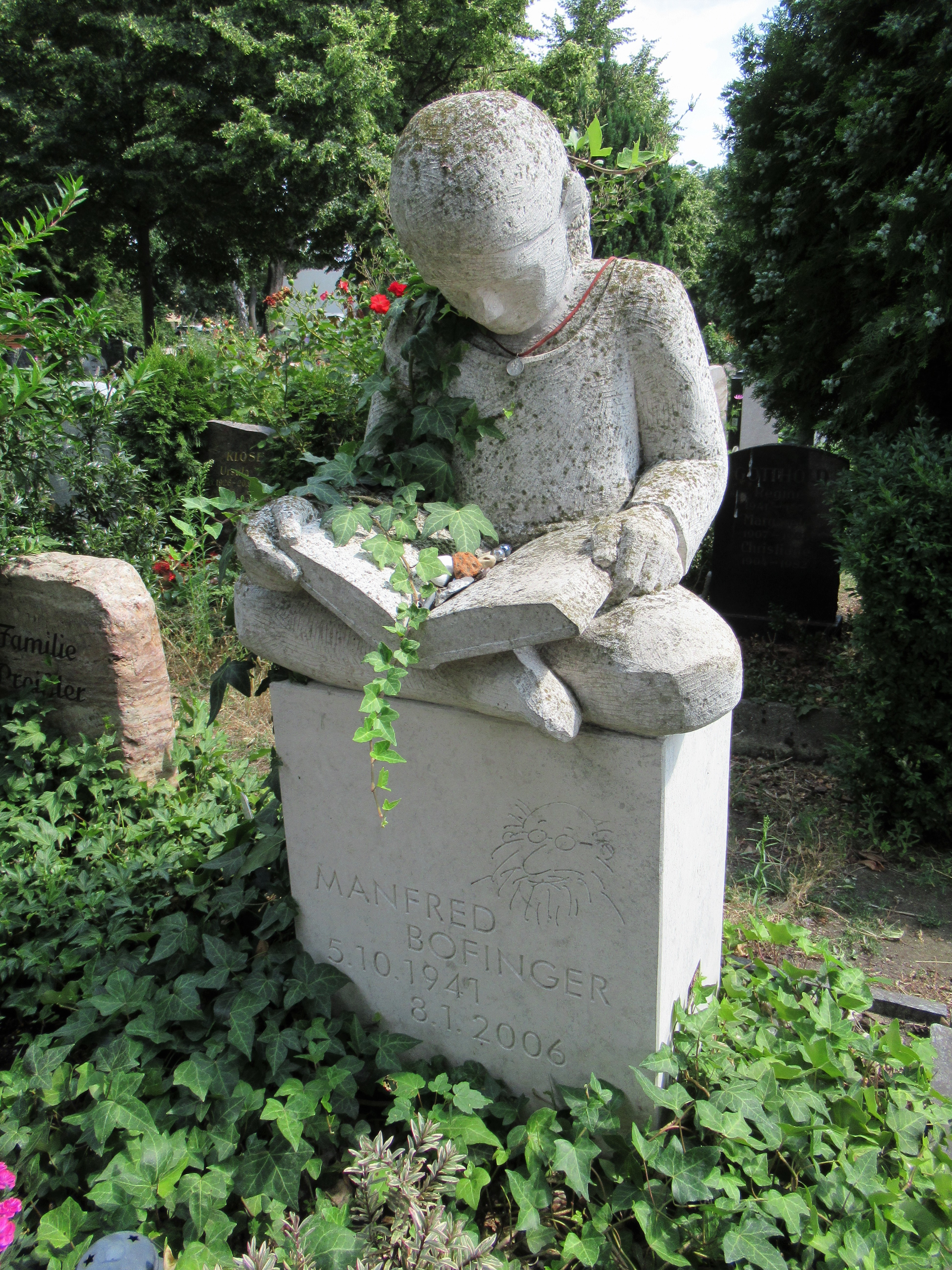
Grabstein für Manfred Bofinger

Der Evangelische Friedhof Stralau gehört zu den acht noch erhaltenen Dorfkirchhöfen in Berlin, welche im Gegensatz zu größeren städtischen und konfessionellen Friedhöfen allesamt vor dem 17. Jahrhundert angelegt worden waren und in der Regel zusammen mit einer Dorfkirche den Mittelpunkt einer Ortschaft gebildet hatten. Der Stralauer Dorffriedhof, der bis heute als Begräbnisplatz verwendet wird, befindet sich im Ortsteil Stralau des Bezirks Friedrichshain-Kreuzberg und liegt unmittelbar am Ufer der Spree entlang der Tunnelstraße. Direkt auf dem Friedhof stehen die Dorfkirche Stralau sowie eine Friedhofskapelle.

## Geschichte
Die erste sichere Erwähnung des Stralauer Dorfkirchhofs reicht in das Jahr 1412 zurück, womit die Begräbnisstätte älter als die 1464 erbaute Dorfkirche ist. Das älteste erhaltene Grabmal stammt jedoch aus dem Jahr 1795; es ist das an die Nordwand der Kirche angebrachte Epitaph, das ursprünglich der örtlichen Gutsbesitzerfamilie Lanz gehörte. Bis zur Eingemeindung Stralaus nach Groß-Berlin im Jahre 1920 bildete das Ensemble aus dem Dorffriedhof, der Dorfkirche sowie der 1912 am nordwestlichen Ende des Friedhofs erbauten Kapelle mit Aufbahrungsraum den Mittelpunkt der Ortschaft.
Mitte der 1920er-Jahre wurde im nördlichen Teil des Friedhofs ein viereckig geformtes Kriegerdenkmal aus rotem Backstein aufgestellt, auf dessen drei von vier Seiten die Namen der im Ersten Weltkrieg gefallenen Stralauer eingemeißelt sind. Im Zweiten Weltkrieg wurde die Dorfkirche erheblich beschädigt, insbesondere sorgte ein naher Bombentreffer am 26. Februar 1945 für eine leichte Neigung des Turms um circa 5 Grad. 1949 wurde die Kirche wiederhergestellt und von der evangelischen Kirchengemeinde übernommen, die ihren Verwaltungssitz an der Rudolfstraße hat. Seitdem wird auch der Friedhof als Evangelischer Friedhof Stralau bezeichnet.
1995 wurde der Friedhof zusammen mit der Kapelle und dem Kriegerdenkmal unter Denkmalschutz gestellt. 1997 wurde er renoviert und um neue Urnengräberfelder an seinem südwestlichen Ende erweitert. Der Friedhof zeichnet sich heute vor allem durch seine landschaftlich idyllische Lage mit einer von Ahornbäumen gesäumten Allee direkt am Spreeufer aus. Zudem ist er gegenwärtig neben dem Friedhof in Gatow der einzige ehemalige Dorfkirchhof Berlins, auf dem noch Beisetzungen durchgeführt werden.

## Gräber bekannter Personen
- Manfred Bofinger (1941–2006), Schriftsteller, Karikaturist
- Daso (1981–2018), DJ und Musikproduzent
- Gerhard von Essen (1932–2002), evangelischer Geistlicher und Politiker (SPD)
- Thea Hauschild (1932–2001), Volkskammerabgeordnete und Oberbürgermeisterin von Dessau
- Arno Hochmuth (1930–2012), Literaturwissenschaftler und SED-Kulturfunktionär
- Louis Hugo Kracht (1865–1928), Stralauer Kommunalpolitiker, Steuereinnehmer und Grundstücksbesitzer
- Heiner Moldenschardt (1929–2011), Architekt und Hochschulprofessor
- Fred Rodrian (1926–1985), Kinderbuchautor
- Klaus-Peter Thiele (1940–2011), Schauspieler